# Bernard Pfannstiehl
Bernard Pfannstiehl (Schmalkalden, Turíngia, 18 de desembre de 1861 - Freiberg, Saxònia, 19 de setembre de 1940 fou un organista i mestre de capella alemany.
En la seva infància es quedà cec i entrà en l'Institut de Cecs de Leipzig tenint sis anys. Allà estudià música amb Julius Kniese, i després en el Conservatori amb Eric Klesse; aconsellat per Liszt abandonà el piano per a dedicar-se a l'orgue; guanyà el premi Mendelsshon. Es va fer una gran reputació com a organista, i així mateix com a original intèrpret de Bach i altres mestres més moderns. Organista de l'Hospital municipal de St. Jakob, a Leipzig el 1866 i de Chemnitz el 1903; també l'any 1912 ho era de la Kreuzkirche de Dresden. Anys més tard va rebre el títol de mestre director de capella.